# 嵐を呼ぶ男/鷲と鷹
「嵐を呼ぶ男/鷲と鷹」（あらしをよぶおとこ/わしとたか）は、石原裕次郎が1958年にテイチク（現・テイチクエンタテインメント）より発売したシングル盤。映画『嵐を呼ぶ男』及び『鷲と鷹』（共に日活製作）の主題歌（タイトルチューン）。
両曲とも監督・脚本を担当した井上梅次が作詞を手がけている。

## 概要
映画『嵐を呼ぶ男』は途中、石原裕次郎が演じる主人公・国分正一がドラムの演奏を中断して目の前の相手を挑発し、乱闘を繰り広げる演出が特徴的。この部分の台詞は、1966年に舛田利雄監督・渡哲也主演でリメイク版が作成された際は1957年版よりも弟・英次（藤竜也演）との兄弟愛を強調したものに変更されている。
映画『鷲と鷹』は1957年公開の日本映画。井上梅次監督、石原裕次郎主演の本格的な海洋アクション映画である。
石原裕次郎の没後、2002年10月23日にはダイドードリンコのCM曲としてリミックス版「新・嵐を呼ぶ男」がテイチクより発売された。
「嵐を呼ぶ男」に関しては、「映画『嵐を呼ぶ男』の井上梅次監督が『娯楽映画には主題歌がいる』と主張し石原裕次郎の専属レコード会社・テイチクに掛け合ったが相手にされず、映画館でソノシートとして発売したところ爆発的な売れ行きになり、テイチクは慌てて通常のレコードで発売した」という逸話がある。この「ソノシート先行発売」については、レコード会社の意図的な話題作りではないかとする見方もある。

### 収録曲
品番：C-4155。発売時のジャケットを復刻したMEG-CD版が2010年3月より北海道小樽市の石原裕次郎記念館で販売されている。
A面：嵐を呼ぶ男(2:51)（正式名：俺らはドラマー）
- 作詞：井上梅次 作曲：大森盛太郎 編曲：河辺公一

B面：鷲と鷹(2:43)（正式名：海の男は行く）
- 作詞：井上梅次 作曲・編曲：萩原忠司

## カバー
「嵐を呼ぶ男」には以下のカバーが存在する。
- 渡哲也が主演した1966年のリメイク版主題歌は1967年1月に発売された。B面収録は『世界でひとり』。
- 1983年に東宝製作のリメイク版で主演した近藤真彦が劇中の挿入歌として歌っている。サウンドトラック『嵐を呼ぶ男』に収録。
- 2001年に井上陽水がアルバム『UNITED COVER』収録の1曲としてカバー。
- 2003年に西城秀樹がシングル『粗大ゴミじゃねぇ』のカップリング曲としてカバー。
- 2014年に島津亜矢がアルバム『島津亜矢 BS日本のうたVIII』収録の1曲としてカバー。

### 嵐を呼ぶ男2010
2010年に麒麟麦酒の第三のビール「本格<辛口麦>」のCM曲として舘ひろしが「嵐を呼ぶ男2010」の表題でカバー。このバージョンでは原曲の「やくざ」が「やんちゃ」となっているのを始め、歌詞の一部が改変されている。舘はそれから2年後、2012年末の「第63回NHK紅白歌合戦」に出場した際に「嵐を呼ぶ男」を歌唱した。
2010年7月21日よりテイチクモバイルで着うた先行配信。